# DAICHI YOKOTA
DAICHI YOKOTA（横田大地、ダイチ・ヨコタ）は、日本の作曲家、編曲家、マニピュレーター、キーボーディスト、音楽プロデューサー、DJ。
別名：club-D（クラブ-ディー）。

## 人物・来歴
18歳より専門的に音楽を学ぶ。その後、様々なアーティストやサウンドトラックの作曲/編曲/リミックス/マニピュレーター/サポートミュージシャンとして幅広く活動する。
2011年には倉木麻衣のマニピュレーターとしてツアーに参加。同年より【74 wonder mountain】を結成。プロデューサー兼キーボーディストとして参加、「Ignition start」リリース。
2013年には中国ドラマのOPENINGテーマ、主題歌などを手がけ、同年にはGACKTの楽曲編曲に参加する。
自身の最も得意とする、ダンス・ミュージックとロックを融合したサウンドで現在活動している。またソロアーティストとしても、クラブやファッションショーでのパフォーマンスも始める。
現在はマーク・パンサー、Claudioと共に「EDO」としても活動している。

## 略歴

### 作曲/編曲/プログラミング
2013年
- GACKT - 「BEST OF THE BEST vol.1 -MILD-」 - 「絵夢」プログラミング
- 中国ドラマ［型色男女］オープニングテーマ・主題歌　作曲/編曲/プログラミング

2014年
- GACKT
  - 「アプリ」P.S I LOVE U  GACKT 編曲
  - 「single」「P.S. I LOVE U」編曲
- Raychell - 「single」「Stay Hungry」編曲
- 森本亜美 - 「single」「キミとのDistance」作曲/編曲/プログラミング

2015年
- - E.D.O. - 「single」「The Moon over the Ruined Castle - DAICHI YOKOTA MIX」
- globe - 「globe20th -SPECIAL COVER BEST-」
  - TRF - 「wanna Be A Dreammaker」編曲
- GACKT
  - ［single］「Arrow」編曲
  - ［Album］「GACKTracks -ULTRA DJ ReMIX-」 -「WHITE LOVERS -幸せなトキ- DAICHI YOKOTA Remix」
- 中国世界遺産　泰山テーマソング　編曲/プログラミング

2016年
- マーク・パンサーとファッションショーなどの音楽演出を手掛けるClaudioの3人で、「EDO」（イー・ディー・オー）を結成[1]。
- - E.D.O. - [single]「AizuBandaisan - DAICHI YOKOTA MIX」
- SUPER☆GiRLS - 「4th Album」 「SUPER★CASTLE」 - 「Don't Stop The Party」作詞/作曲/編曲/プログラミング
- GACKT
  - [Album]「LAST MOON」編曲
  - [single]「キミだけのボクでいるから」編曲
- EDO - LET IT DIE　PlayStation®4用サバイバルアク ションゲーム 
  - LET IT DIE -DESPERADO-　サウンドトラック
  - EDO feat. Tenbi - YOKOZUNA KOKINA BOSS THEMEサウンドトラック
- K(Ex.BORN)
  - [single]「Rebirth」編曲/プログラミング
  - [single]「Raging pain」編曲/プログラミング
- 原宿物語
  - [single]「WE are ONE」
  - [single]「WIN the STAR」

2017年
- GACKT - [single]「罪の継承 ~ORIGINAL SIN~」編曲
- 81moment [single]
  - 01.「UTAGEI」作詞/作曲/編曲/プログラミング
  - 02.「奇跡はすでに生まれてる」作詞/作曲/編曲/プログラミング
- K(Ex.BORN) - [single] STORY」編曲/プログラミング
- 原宿物語
  - [Album]「三千世界」 - 「瞳を覗いて」
  - [single]「Red Rain ～唖火イ雨～」

2018年
- monogatari [single]
  - 01.「Re:born」サウンドプロデュース
  - 02.「Find ME」作詞/作曲/編曲/プログラミング
- AbemaTV GACKTプロデュース! POKER×POKER~業界タイマントーナメント　サウンドトラック

2019年
- monogatari [single]
  - 01.「 my way」
- おやすみセカイ
  - 「素晴らしき日々」作詞/作曲

2023年
- utatane
  - 「GLOW」作詞/作曲

### ツアーサポート
2011年
- 倉木麻衣 - 「Premium Live One for all, All for one in 武道館」（マニピュレーター）
- 城咲仁 - 「真剣組」（キーボード、マニピュレーター、編曲）
- チェ・ドンハ（キーボード、マニピュレーター）
- 鈴木修バンド - 「Pro-Wrestling Theme song live」（キーボード）

2012年
- 倉木麻衣 - 「Countdown Live in パシフィコ横浜-国立大ホール」（マニピュレーター）
- 城咲仁 - 「真剣組」（キーボード、マニピュレーター、編曲）

2013年
- GACKT - 「神威学園 de セメナ祭」（マニピュレーター、編曲）
- 城咲仁 - 「真剣組」（キーボード、マニピュレーター、編曲）

2014年
- GACKT - 「神威学園 de マトメナ祭」（マニピュレーター、編曲）

2015年
- GACKT - 「神威学園 de ダシテクダ祭」（マニピュレーター、編曲）

2017年
- GACKT - 「神威学園 de ヒラキナ祭」（マニピュレーター、編曲）

### 舞台音楽
2012年
- 中川晃教/舞台「銀河英雄伝～撃墜王～」（編曲）

2013年
- 舞台「タンブリング Vol.4」（編曲）

2014年
- 舞台「SONG OF SOULS-慶長幻魔戦記」（作曲/編曲）

### アニメイベント、ウェブ、その他
2011年
- ONE PIECE
  - 「造形王 by バンプレスト」（作曲/編曲）
  - 「MASTPEN CM by バンプレスト」（作曲/編曲）
- DRAGON BALL
  - 「造形天下一武道会 by バンプレスト」（作曲/編曲）
  - 「造形天下一武道会2 by バンプレスト」（作曲/編曲）
- ポケットモンスター「Web」（作曲/編曲）